# جيلالي بونعامة
جيلالي بونعامة مناضل ثوري وَأحد المشاركين في ثورة التحرير الجزائرية، المعروف باسم سي محمد من مواليد 6 أبريل 1926 في برج بونعامة  قضى سي محمد طفولته في هذه المنطقة أين درس في زاوية سيدي محمد لفقيه العربي، ثم انخرط في المنظمة الخاصة وظل ينشط في المجال السياسي نظم إضراب عمال المناجم عام 1951 عند اندلاع الثورة الجزائرية تمكن سي محمد من جعل الونشريس قلعة قوية للمقاومة في سنة 1957 ارتقى إلى رتبة رائد وسنة 1960 خلف محمد زعموم في قيادة الناحية الثورية الرابعة برتبة عقيد ليُقتَل في وسط مدينة البليدة سنة 1961 حيث خلفه في قيادة الولاية العسكرية الرابعة يوسف الخطيب سي حسان

## سيرته
وُلد سي محمد في برج بو نعامة ولاية تيسمسيلت لأب بقال. لم يكمل دراسته الابتدائية، حيثُ عملَ في منجم الزنك ببوقايد. كان نقابيًا في الكنفدرالية العامة للشغل، وَكان أيضًا مناضلًا في حزب العمال الجزائري وعضوًا في المنظمة الخاصة.
بعدما قادَ إضراباً لمدة أربعة أشهر في المنجم في 1951، غادر إلى بلجيكا للعمل في مناجم الفحم في بوريناج. أُلقي القبض عليه في 6 نوفمبر 1954، وسُجن في أورليان فيل (حاليًا الشلف) ثم في سجن سركاجي. أُطلق سراحه في نوفمبر 1955، وانضم إلى الماكيس في سلسلة جبال الونشريس.
أصبح قائدا عسكريا للمنطقة 3 من الولاية الرابعة في 1957، ثم أصبح قائدا عسكريا في نهاية 1958 نائبا عسكريا للعقيد أحمد بوقرة. وعندما توفي بوقرة سنة 1959، تورط في قضية سي صالح التي تتعلق بلقاء سري مع الجنرال ديغول في 10 يونيو 1960، بقيادة العقيد سي صالح.بعد هذه القضية، خلفَ سي صالح على رأس الولاية الرابعة خلفاً لسي صالح، لكنه لم تتم ترقيته إلى رتبة عقيد.
قُتل جيلالي بونعامة في 8 أغسطس 1961 بالبليدة، في انفجار وقع في فيلا النعيمي التي كانت ملجأ لقيادة الولاية 42.

## التذكار
سُمِيَت مدينة برج بونعامة تخليدًا لذكرى المناضل بونعامة جيلالي.

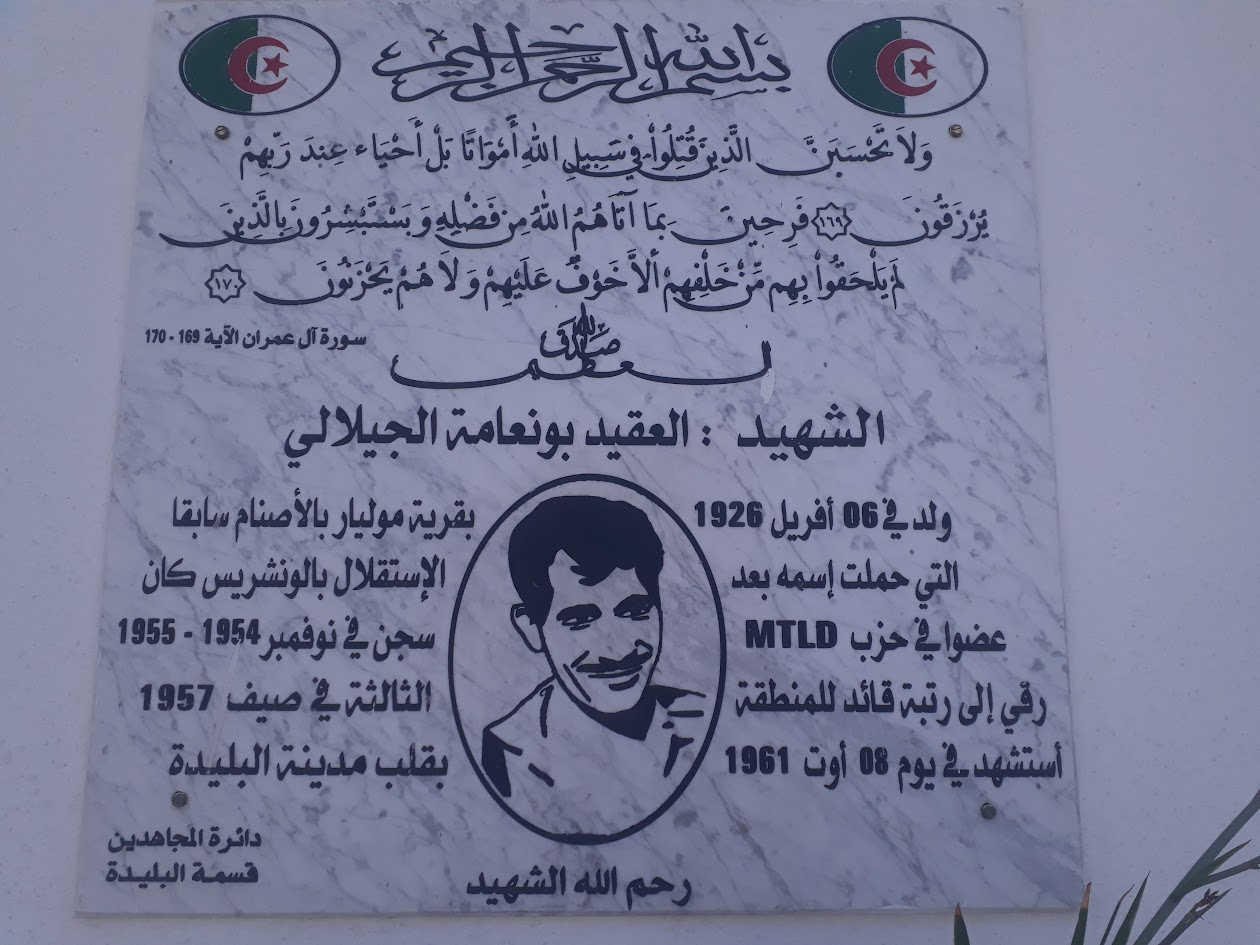
لوح تذكاري للعقيد بونعامة الجيلالي بمدينة البليدة

.

## فهرسة الكتب
- Jean-Louis Gérard, Dictionnaire historique et biographique de la guerre d'Algérie, Éditions Jean Curtuchet, 2001 (ردمك 9782912932273)
- Pierre Montagnon, L'affaire Si Salah - Secret d'État, Pygmalion Éditions, 1987 (ردمك 2-85704-226-4)
- Gilbert Meynier, Histoire intérieure du FLN 1954-1962, Fayard, 2002 (ردمك 2-213-61892-5)